# Oreo
Oreo (/ˈɔːrioʊ/) là một nhãn hiệu bánh quy ngọt nổi tiếng, thường bao gồm hai lớp bánh quy sôcôla kẹp kem ngọt ở giữa. Kể từ năm 2018, bánh Oreo được bộ phận Nabisco (thuộc tập đoàn Mondelēz International) sản xuất tại Hoa Kỳ. Oreo đang là thương hiệu bánh quy ngọt bán chạy nhất tại Hoa Kỳ kể từ khi được giới thiệu vào năm 1912.
Loại bánh này hiện nay được bán phổ biến khắp thế giới và có nhiều loại khác nhau.
Vào tháng 3 năm 2012, tạp chí 'Time' ghi nhận Oreo có mặt ở hơn 100 quốc gia khác nhau. Từ năm 1912, hơn 450 tỷ chiếc bánh Oreo đã được sản xuất trên toàn thế giới và trở thành bánh quy bán chạy nhất thế giới.
Nguồn gốc của tên gọi Oreo hiện chưa được xác nhận, nhưng theo nhiều giả thuyết, nó có thể mang nghĩa "ngọn núi" theo một từ gốc Hy Lạp cổ. Những người khác lại cho rằng bánh này mang tên Oreo vì đơn giản là từ này ngắn và dễ phát âm. Một giả thuyết khác, được đề xuất bởi nhà văn thực phẩm Stella Park, đó là tên bắt nguồn từ tiếng Latin Oreodaphne, một chi của họ nguyệt quế.

Logo thương hiệu bánh Oreo (1995-2001)

## Lịch sử

Thiết kế mặt trên của bánh

Bánh quy Oreo được ra mắt lần đầu bởi công ty Bánh quy Quốc gia (ngày nay mang tên Nabisco) vào năm 1912 tại nhà máy Chelsea, Manhattan, thành phố New York. Ngày nay có một khối phố ở đây mang tên "Đường Oreo". Tên Oreo được đăng ký nhãn hiệu đầu tiên vào ngày 14 tháng 3 năm 1912.
Thiết kế ban đầu trên mặt của Oreo có một vòng hoa xung quanh mép của cookie và tên "OREO" ở trung tâm.  Tại Hoa Kỳ, chúng được bán với giá 25 xu một pound (453 g) trong các hộp kim loại mới lạ với ngọn thủy tinh trong suốt. Oreo đầu tiên được bán vào ngày 6 tháng 3 năm 1912 cho một cửa hàng tạp hóa ở Hoboken, New Jersey.
Bánh quy Oreo được đổi tên vào năm 1921 thành "Oreo Sandwich";  năm 1948, tên được đổi thành "Oreo Crème Sandwich"; và vào năm 1974, nó trở thành "Oreo Chocolate Sandwich Cookie" tồn tại đến ngày nay. Thiết kế mởi cho mặt bánh được đưa ra vào năm 1924.  Thiết kế bánh Oreo hiện đại được phát triển vào năm 1952 bởi William A. Turnier khi kết hợp với logo Nabisco.
Quy trình làm bánh quy Oreo hiện đại được phát triển bởi nhà khoa học thực phẩm chính của Nabisco, ông Sam Porcello, ông hiện đã nghỉ hưu ở Nabisco từ năm 1993. Porcello giữ năm bằng sáng chế liên quan trực tiếp đến Oreo. Ông cũng tạo ra một loại bánh quy Oreo được phủ sô cô la đen và sô cô la trắng.
Vào đầu những năm 1990, những lo ngại về sức khỏe đã khiến công ty Nabisco thay thế mỡ lợn trong chất làm dày bằng dầu thực vật không no (được hydrô hóa một phần). Bánh quy Oreo rất thích hợp và phổ biến với những người có một số hạn chế về chế độ ăn uống, chẳng hạn như người ăn chay, vì chất làm dày của bánh không sử dụng bất kỳ một sản phẩm động vật nào.
Vào tháng 1 năm 2006, Nabisco thay thế hoàn toàn dầu thực vật được hydrô hóa một phần bằng dầu thực vật không hydrô hóa.
Năm 2008, Oreo được quảng cáo trong một trò chơi trực tuyến có tên "Double Stuf Racing League", với sự tham gia của chị em nhà Williams, Venus và Serena.
Vào tháng 4 năm 2011, Oreo công bố phiên bản đặc biệt Oreo với kem màu xanh để quảng bá cho phim hoạt hình Rio 2011 kèm theo nhiều khuyến mãi, chương trình có sẵn ở Ecuador, Peru và Colombia và kết thúc vào ngày 30 tháng 5 năm 2011.
Vào tháng 6 năm 2012, Oreo đã đăng một quảng cáo hiển thị hình ảnh chiếc bánh với lớp kem màu cầu vồng để hướng ứng tháng cộng đồng LGBT.

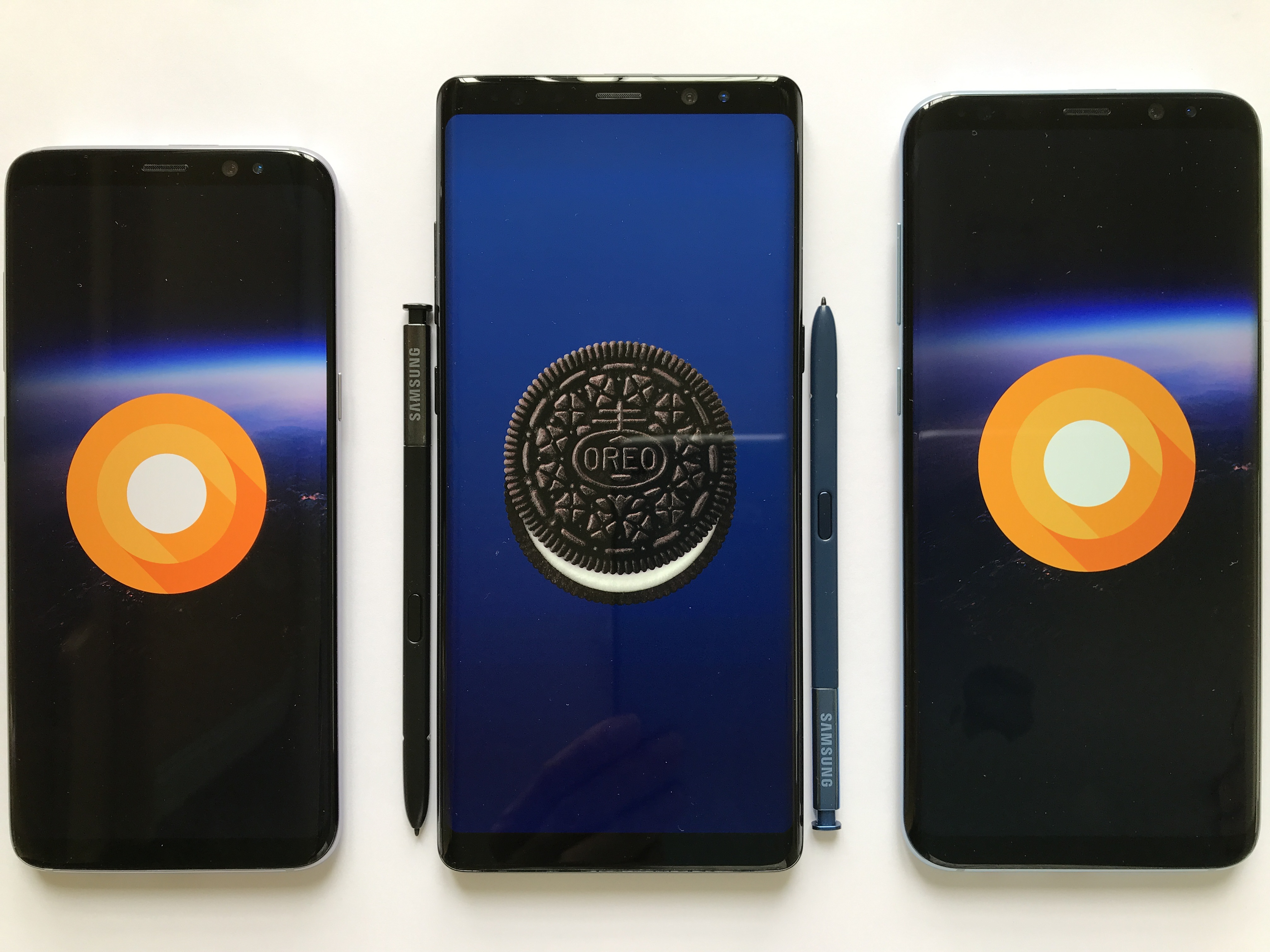
Hệ điều hành Android 8 mang tên Oreo của Google

Tại các thị trường khác nhau, bánh Oreo được các hãng khác nhau phân phối, như Kraft, McDonald's và KFC tại Vương quốc Anh và Bắc Ireland, Cadbury India ở Ấn Độ (thành viên của tập đoàn Mondelēz International), hay Lefèvre-Utile tại Pakistan.

## Các phiên bản
Bánh quy Oreo cũng có nhiều phiên bản bánh khác nhau, ví dụ:
- Double Stuf Oreo (1974)
- Football Oreo (1976)
- Big Stuf Oreo (1987)
- Golden Oreo (2004)
- Oreo Mini (1991)
- Mega Stuf Oreo (2013)
- Oreo Thins (2015)
- Chocolate Oreo
- Mint Oreo
- The Most Stuf (2019)
- Oreos vị Trà xanh (Trung Quốc, Nhật Bản)
- Lemon Ice Oreos (Nhật Bản)

## Thông tin dinh dưỡng
| Chất dinh dưỡng     | Trong 1 chiếc bánh | Trong mỗi 100g |
| ------------------- | ------------------ | -------------- |
| năng lượng          | 67 kcal            | 489 kcal       |
| protein             | 0.6 g              | 4.7 g          |
| chất béo            | 2.8 g              | 20.6 g         |
| độ bão hòa chất béo | 1.4 g              | 9.9 g          |
| chất béo chuyển hóa | 0 g                | 0 g            |
| monounsaturated fat | 1 g                | 7.1 g          |
| polyunsaturated fat | 0.5 g              | 3.6 g          |
| cholesterol         | 0 mg               | 0 mg           |
| tổng gluxit         | 9.8 g              | 71.3 g         |
| đường               | 5.2 g              | 38.2 g         |
| chất xơ             | 0.3 g              | 2 g            |
| sodium (natri)      | 71 mg              | 520 mg         |

## Văn hóa

Android Oreo 8.1 logo

Hình ảnh chiếc bánh Oreo xuất hiện phổ biến trong nhiều bộ phim, một số ví dụ như: A Star Is Born 1976, This is Spinal Tap 1978, Big 1988, The Parent Trap 1998, Wreck-It Ralph 2012, Love Simon 2018.
Oreo cũng là tên của hệ điều hành Android 8 "Oreo" của Google.
Từ "Oreo" còn được sử dụng mang nghĩ phân biệt chủng tộc và xúc phạm một người da đen nào đó mà anh ta/cô ta hành xử, cử xử như một người da trắng, giống với hình ảnh chiếc bánh quy.